# 耶日·布澤克
耶日·卡羅爾·布澤克（發音：[ˈjɛʐɨ ˈbuzɛk] ⓘ；1940年7月3日—）在現在捷克Smilovice出生，是波蘭工程師、講師和政客，1997年到2001年擔任波蘭總理， 2004年6月13日以後擔任歐洲議會成員。2009年7月，他當選為歐洲議會議長，是漢斯-格特·珀特林的接班人。
欧洲议会人民党党团推举的议长候选人、波兰前总理布泽克于2009年7月14日在法国斯特拉斯堡举行的第七届欧洲议会首次全体会议上高票当选欧洲议会新一任议长，任期两年半。布泽克因此成为欧洲议会51年历史上首位来自东欧国家的议长。